# ديبييفرين
ديبييفرين (بالإنجليزية: Dipivefrine)‏ ويعرف بالاسم التجاري بروبرين (بالإنجليزية: Propine)‏ هو دواء يستخدم لعلاج الماء الأزرق.